# 18.ª etapa del Giro de Italia 2023
La 18.ª etapa del Giro de Italia 2023 tuvo lugar el 25 de mayo de 2023 y consistió en una etapa en línea con inicio en la localidad de Oderzo y final en Val di Zoldo sobre un recorrido de 161 km. Esta fue ganada por el italiano Filippo Zana del equipo Jayco AlUla, mientras que el británico Geraint Thomas del INEOS Grenadiers consiguió mantener el liderato.

## Clasificación de la etapa
| Oderzo - Val di Zoldo | etapa de media montaña | (161 km) |

| \| Clasificación de la etapa \| Clasificación de la etapa \| Clasificación de la etapa \| Clasificación de la etapa \| Clasificación de la etapa \| \| Ciclista \| Ciclista \| Equipo \| Tiempo \| \| \| ------------------------- \| ------------------------- \| ------------------------- \| ------------------------- \| ------------------------- \| \| 1.º \| Filippo Zana \| Team Jayco AlUla \| 4 h 25 min 12 s \| \| \| 2.º \| Thibaut Pinot \| Groupama-FDJ \| + 0 s \| \| \| 3.º \| Warren Barguil \| Arkéa-Samsic \| + 50 s \| \| \| 4.º \| Derek Gee \| Israel-Premier Tech \| + 1 min 03 s \| \| \| 5.º \| Aurélien Paret-Peintre \| AG2R Citroën Team \| + 1 min 24 s \| \| \| 6.º \| Marco Frigo \| Israel-Premier Tech \| + 1 min 24 s \| \| \| 7.º \| Primož Roglič \| Jumbo-Visma \| + 1 min 56 s \| \| \| 8.º \| Geraint Thomas \| Ineos Grenadiers \| + 1 min 56 s \| \| \| 9.º \| João Almeida \| UAE Team Emirates \| + 2 min 17 s \| \| \| 10.º \| Edward Dunbar \| Team Jayco AlUla \| + 2 min 32 s \| \| |                        |                     |                 |
| |                        |                     |                 |
| Fuente: ProCyclingStats |                        |                     |                 |
| Clasificación de la etapa |                        |                     |                 |
| Ciclista | Ciclista               | Equipo              | Tiempo          |
| 1.º | Filippo Zana           | Team Jayco AlUla    | 4 h 25 min 12 s |
| 2.º | Thibaut Pinot          | Groupama-FDJ        | + 0 s           |
| 3.º | Warren Barguil         | Arkéa-Samsic        | + 50 s          |
| 4.º | Derek Gee              | Israel-Premier Tech | + 1 min 03 s    |
| 5.º | Aurélien Paret-Peintre | AG2R Citroën Team   | + 1 min 24 s    |
| 6.º | Marco Frigo            | Israel-Premier Tech | + 1 min 24 s    |
| 7.º | Primož Roglič          | Jumbo-Visma         | + 1 min 56 s    |
| 8.º | Geraint Thomas         | Ineos Grenadiers    | + 1 min 56 s    |
| 9.º | João Almeida           | UAE Team Emirates   | + 2 min 17 s    |
| 10.º | Edward Dunbar          | Team Jayco AlUla    | + 2 min 32 s    |

## Clasificaciones al final de la etapa

### Clasificación general(Maglia Rosa)
| \| Clasificación general \| Clasificación general \| Clasificación general \| Clasificación general \| Clasificación general \| \| Ciclista \| Ciclista \| Equipo \| Tiempo \| \| \| --------------------- \| --------------------- \| --------------------- \| --------------------- \| --------------------- \| \| 1.º \| Geraint Thomas \| Ineos Grenadiers \| 76 h 25 min 51 s \| \| \| 2.º \| Primož Roglič \| Jumbo-Visma \| + 29 s \| \| \| 3.º \| João Almeida \| UAE Team Emirates \| + 39 s \| \| \| 4.º \| Edward Dunbar \| Team Jayco AlUla \| + 3 min 39 s \| \| \| 5.º \| Damiano Caruso \| Bahrain Victorious \| + 3 min 51 s \| \| \| 6.º \| Lennard Kämna \| Bora-Hansgrohe \| + 4 min 27 s \| \| \| 7.º \| Thibaut Pinot \| Groupama-FDJ \| + 4 min 43 s \| \| \| 8.º \| Andreas Leknessund \| Team DSM \| + 4 min 47 s \| \| \| 9.º \| Thymen Arensman \| Ineos Grenadiers \| + 4 min 53 s \| \| \| 10.º \| Laurens De Plus \| Ineos Grenadiers \| + 5 min 52 s \| \| |                    |                    |                  |
| |                    |                    |                  |
| Fuente: ProCyclingStats |                    |                    |                  |
| Clasificación general |                    |                    |                  |
| Ciclista | Ciclista           | Equipo             | Tiempo           |
| 1.º | Geraint Thomas     | Ineos Grenadiers   | 76 h 25 min 51 s |
| 2.º | Primož Roglič      | Jumbo-Visma        | + 29 s           |
| 3.º | João Almeida       | UAE Team Emirates  | + 39 s           |
| 4.º | Edward Dunbar      | Team Jayco AlUla   | + 3 min 39 s     |
| 5.º | Damiano Caruso     | Bahrain Victorious | + 3 min 51 s     |
| 6.º | Lennard Kämna      | Bora-Hansgrohe     | + 4 min 27 s     |
| 7.º | Thibaut Pinot      | Groupama-FDJ       | + 4 min 43 s     |
| 8.º | Andreas Leknessund | Team DSM           | + 4 min 47 s     |
| 9.º | Thymen Arensman    | Ineos Grenadiers   | + 4 min 53 s     |
| 10.º | Laurens De Plus    | Ineos Grenadiers   | + 5 min 52 s     |

### Clasificación por puntos(Maglia Ciclamino)
| Clasificación por puntos | Clasificación por puntos | Clasificación por puntos | Clasificación por puntos | Clasificación por puntos |
| Ciclista                 | Ciclista                 | Equipo                   | Puntos                   |                          |
| ------------------------ | ------------------------ | ------------------------ | ------------------------ | ------------------------ |
| 1.º                      | Jonathan Milan           | Bahrain Victorious       | 215 pts                  |                          |
| 2.º                      | Derek Gee                | Israel-Premier Tech      | 140 pts                  |                          |
| 3.º                      | Pascal Ackermann         | UAE Team Emirates        | 95 pts                   |                          |
| 4.º                      | Michael Matthews         | Team Jayco AlUla         | 93 pts                   |                          |
| 5.º                      | Toms Skujiņš             | Trek-Segafredo           | 79 pts                   |                          |
| 6.º                      | Nico Denz                | Bora-Hansgrohe           | 77 pts                   |                          |
| 7.º                      | Magnus Cort              | EF Education-EasyPost    | 56 pts                   |                          |
| 8.º                      | Marius Mayrhofer         | Team DSM                 | 53 pts                   |                          |
| 9.º                      | Vincenzo Albanese        | Eolo-Kometa              | 51 pts                   |                          |
| 10.º                     | Mark Cavendish           | Astana Qazaqstan Team    | 51 pts                   |                          |

### Clasificación de la montaña(Maglia Azzurra)
| Clasificación de la montaña | Clasificación de la montaña | Clasificación de la montaña | Clasificación de la montaña | Clasificación de la montaña |
| Ciclista                    | Ciclista                    | Equipo                      | Puntos                      |                             |
| --------------------------- | --------------------------- | --------------------------- | --------------------------- | --------------------------- |
| 1.º                         | Thibaut Pinot               | Groupama-FDJ                | 227 pts                     |                             |
| 2.º                         | Ben Healy                   | EF Education-EasyPost       | 164 pts                     |                             |
| 3.º                         | Davide Bais                 | Eolo-Kometa                 | 144 pts                     |                             |
| 4.º                         | Einer Rubio                 | Movistar Team               | 118 pts                     |                             |
| 5.º                         | Derek Gee                   | Israel-Premier Tech         | 66 pts                      |                             |
| 6.º                         | Aurélien Paret-Peintre      | AG2R Citroën Team           | 56 pts                      |                             |
| 7.º                         | João Almeida                | UAE Team Emirates           | 55 pts                      |                             |
| 8.º                         | Filippo Zana                | Team Jayco AlUla            | 54 pts                      |                             |
| 9.º                         | Toms Skujiņš                | Trek-Segafredo              | 48 pts                      |                             |
| 10.º                        | Marco Frigo                 | Israel-Premier Tech         | 44 pts                      |                             |

### Clasificación de los jóvenes(Maglia Bianca)
| Clasificación del mejor joven | Clasificación del mejor joven | Clasificación del mejor joven | Clasificación del mejor joven | Clasificación del mejor joven |
| Ciclista                      | Ciclista                      | Equipo                        | Tiempo                        |                               |
| ----------------------------- | ----------------------------- | ----------------------------- | ----------------------------- | ----------------------------- |
| 1.º                           | João Almeida                  | UAE Team Emirates             | 76 h 26 min 30 s              |                               |
| 2.º                           | Andreas Leknessund            | Team DSM                      | + 4 min 08 s                  |                               |
| 3.º                           | Thymen Arensman               | Ineos Grenadiers              | + 4 min 14 s                  |                               |
| 4.º                           | Einer Rubio                   | Movistar Team                 | + 6 min 24 s                  |                               |
| 5.º                           | Ilan Van Wilder               | Soudal Quick-Step             | + 8 min 24 s                  |                               |
| 6.º                           | Santiago Buitrago             | Bahrain Victorious            | + 11 min 23 s                 |                               |
| 7.º                           | Filippo Zana                  | Team Jayco AlUla              | + 28 min 44 s                 |                               |
| 8.º                           | Laurens Huys                  | Intermarché-Circus-Wanty      | + 34 min 35 s                 |                               |
| 9.º                           | Brandon McNulty               | UAE Team Emirates             | + 1 h 01 min 53 s             |                               |
| 10.º                          | Marco Frigo                   | Israel-Premier Tech           | + 1 h 04 min 26 s             |                               |

### Clasificación por equipos"Súper team"
| Clasificación por equipos | Clasificación por equipos | Clasificación por equipos | Clasificación por equipos |
| Equipo                    | Equipo                    | Tiempo                    |                           |
| ------------------------- | ------------------------- | ------------------------- | ------------------------- |
| 1.º                       | Bahrain Victorious        | 229 h 00 min 00 s         |                           |
| 2.º                       | Ineos Grenadiers          | + 23 min 25 s             |                           |
| 3.º                       | Jumbo-Visma               | + 33 min 44 s             |                           |
| 4.º                       | UAE Team Emirates         | + 46 min 47 s             |                           |
| 5.º                       | Bora-Hansgrohe            | + 1 h 11 min 53 s         |                           |
| 6.º                       | AG2R Citroën Team         | + 1 h 15 min 23 s         |                           |
| 7.º                       | Astana Qazaqstan Team     | + 1 h 15 min 57 s         |                           |
| 8.º                       | EF Education-EasyPost     | + 1 h 22 min 32 s         |                           |
| 9.º                       | Team Jayco AlUla          | + 1 h 31 min 37 s         |                           |
| 10.º                      | Israel-Premier Tech       | + 1 h 33 min 47 s         |                           |

## Abandonos
- Luca Covili (Green Project-Bardiani CSF-Faizanè) no tomó la salida.
- Niccolò Bonifazio (Intermarché-Circus-Wanty) no tomó la salida.